# IZArc
IZArc är ett komprimeringsprogram för Windows. Programmet finns på svenska.

## Format
IZArc (3.81) stödjer förmaten 7-ZIP, A, ACE, ARC, ARJ, B64, BH,  BIN, BZ2, BZA, C2D, CAB, CDI, CPIO, DEB, ENC, GCA, GZ, GZA, HA, IMG, ISO, JAR, LHA, LIB, LZH, MDF, MBF,  MIM, NRG, PAK, PDI, PK3, RAR, RPM, TAR, TAZ, TBZ, TGZ, TZ, UUE, WAR, XXE, YZ1, Z, ZIP, ZOO.

## Portabel version
IZArc finns också tillgängligt i en portabel version kallad IZArc2Go. Versionen behöver ingen installation men innehåller nästan alla funktioner som den vanliga versionen. Funktioner som utgår är integrationen i Windows Explorer:s högerklicksmeny och funktionen att kunna associera filändelser med programmet.